# Tournoi d'ouverture du championnat du Mexique de football 2008
Navigation
Saison précédente Saison suivante
Le Tournoi Apertura 2008 est le vingt-cinquième tournoi saisonnier disputé au Mexique.
C'est cependant la 80e fois que le titre de champion du Mexique est remis en jeu.
Lors de ce tournoi, le Santos Laguna a tenté de conserver son titre de champion du Mexique face aux dix-sept meilleurs clubs mexicains.
Chacun des dix-huit clubs participant au championnat était confronté une fois aux dix-sept autres. Puis les meilleurs se sont affrontés lors d'une phase finale à la fin de la saison.
Seulement deux places étaient qualificatives pour la Ligue des champions de la CONCACAF, une pour la Copa Libertadores et huit pour l'InterLiga (en).

## Les 18 clubs participants
| \| Mexico: Club América CD Cruz Azul Pumas UNAM Guadalajara: CF Atlas Chivas de Guadalajara Club Necaxa CF Atlante Indios de Ciudad Juárez Guadalajara UAG Tecos CF Monterrey Tigres UANL CF Pachuca CA Monarcas Morelia San Luis FC Deportivo Toluca FC Club Santos Laguna Jaguares de Chiapas I Mexico CF Puebla \| Localisation des clubs. |
| Mexico: Club América CD Cruz Azul Pumas UNAM Guadalajara: CF Atlas Chivas de Guadalajara Club Necaxa CF Atlante Indios de Ciudad Juárez Guadalajara UAG Tecos CF Monterrey Tigres UANL CF Pachuca CA Monarcas Morelia San Luis FC Deportivo Toluca FC Club Santos Laguna Jaguares de Chiapas I Mexico CF Puebla                               |

| Club                    | Stade                        | Capacité | Ville                    |
| Club América            | Stade Azteca                 | 105 064  | Mexico                   |
| CF Atlante              | Stade Andres Quintana Roo    | 20 000   | Cancún                   |
| CF Atlas                | Stade Jalisco                | 56 713   | Guadalajara              |
| CD Cruz Azul            | Stade Azul                   | 35 161   | Mexico                   |
| UAG Tecos               | Stade Tres de Marzo          | 22 000   | Zapopan                  |
| Chivas de Guadalajara   | Stade Jalisco                | 56 713   | Guadalajara              |
| Indios de Ciudad Juárez | Stade Olímpico Benito Juárez | 22 000   | Ciudad Juárez            |
| Jaguares de Chiapas     | Stade Víctor Manuel Reyna    | 25 800   | Tuxtla Gutiérrez         |
| CF Monterrey            | Stade Tecnológico            | 33 485   | Monterrey                |
| CA Monarcas Morelia     | Stade Morelos                | 41 056   | Morelia                  |
| Club Necaxa             | Stade Victoria               | 25 000   | Aguascalientes           |
| CF Pachuca              | Stade Hidalgo                | 27 000   | Pachuca                  |
| CF Puebla               | Stade Cuauhtémoc             | 42 648   | Puebla                   |
| Pumas UNAM              | Stade Olímpico Universitario | 62 214   | Mexico                   |
| San Luis FC             | Stade Alfonso Lastras        | 25 000   | San Luis Potosí          |
| Santos Laguna           | Stade Corona                 | 18 000   | Torreón                  |
| Tigres UANL             | Stade Universitario          | 42 000   | San Nicolás de los Garza |
| Club Toluca             | Stade Nemesio Díez           | 27 000   | Toluca                   |

## Compétition
Le Tournoi Apertura s'est déroulé de la façon suivante :
- La phase de qualification : dix-sept journées de championnat.
- La phase finale : des confrontations aller-retour allant des quarts de finale à la finale.

### Phase de qualification
Lors de la phase de qualification les dix-huit équipes s'affrontent à une reprise selon un calendrier tiré aléatoirement.
Les équipes sont divisées en trois groupes de six, les deux meilleures de chaque groupe sont directement qualifiées pour la phase finale, les deux dernières place reviennent aux équipes les mieux classées au classement général.
Le classement est établi sur le barème de points classique (victoire à 3 points, match nul à 1, défaite à 0).
Le départage final se fait selon les critères suivants :
- Le nombre de points.
- La différence de buts générale.
- La différence de buts particulière.
- Le nombre de buts marqué à l'extérieur.
- Le tirage au sort.

#### Classement général
| Rang | Équipe                      | Pts | J  | G | N | P | Bp | Bc | Diff |
| ---- | --------------------------- | --- | -- | - | - | - | -- | -- | ---- |
| 1    | San Luis FC                 | 29  | 17 | 8 | 5 | 4 | 24 | 20 | +4   |
| 2    | Club Toluca                 | 27  | 17 | 7 | 6 | 4 | 25 | 16 | +9   |
| 3    | CF Atlante                  | 27  | 17 | 7 | 6 | 4 | 22 | 16 | +6   |
| 4    | Pumas UNAM                  | 26  | 17 | 7 | 5 | 5 | 22 | 13 | +9   |
| 5    | CD Cruz Azul                | 26  | 17 | 7 | 5 | 5 | 29 | 23 | +6   |
| 6    | Tigres UANL                 | 26  | 17 | 7 | 5 | 5 | 22 | 16 | +6   |
| 7    | UAG Tecos                   | 25  | 17 | 7 | 4 | 6 | 30 | 28 | +2   |
| 8    | Chivas de Guadalajara       | 25  | 17 | 6 | 7 | 4 | 23 | 23 | 0    |
| 9    | CA Monarcas Morelia         | 24  | 17 | 6 | 6 | 5 | 27 | 20 | +7   |
| 10   | Santos Laguna(T)            | 22  | 17 | 5 | 7 | 5 | 22 | 20 | +2   |
| 11   | CF Atlas                    | 22  | 17 | 6 | 4 | 7 | 23 | 27 | -4   |
| 12   | CF Pachuca                  | 21  | 17 | 5 | 6 | 6 | 25 | 25 | 0    |
| 13   | Club América                | 21  | 17 | 5 | 6 | 6 | 22 | 23 | -1   |
| 14   | Indios de Ciudad Juárez (P) | 19  | 17 | 5 | 4 | 8 | 18 | 26 | -8   |
| 15   | CF Monterrey                | 19  | 17 | 5 | 4 | 8 | 18 | 26 | -8   |
| 16   | Jaguares de Chiapas         | 18  | 17 | 5 | 3 | 9 | 20 | 34 | -14  |
| 17   | Club Necaxa                 | 15  | 17 | 3 | 6 | 8 | 17 | 24 | -7   |
| 18   | CF Puebla                   | 15  | 17 | 2 | 9 | 6 | 12 | 21 | -9   |

| Légende : Qualifications et relégations | Légende : Qualifications et relégations                                 |
| --------------------------------------- | ----------------------------------------------------------------------- |
|                                         | Ligue des champions 2009-2010 (Phase de groupes) et InterLiga 2009 (en) |
|                                         | Ligue des champions 2009-2010 (Tour préliminaire)                       |
|                                         | Copa Libertadores 2009 (Deuxième tour)                                  |
|                                         | InterLiga 2009 (en)                                                     |
|                                         | (T) : Tenant du titre (P) : Promu de la saison 2007-2008                |

#### Matchs
| Résultats (▼dom., ►ext.)                                   | Amé | Atlt | Atls | Jag | Ind | Azu | Chi | Mon | Mor | Nec | Pac | Pue | Lag | Lui | Tol | Tec | Tig | Pum |
| Club América                                               |     | 1-2  |      | 2-3 |     | 2-0 | 1-2 | 1-0 | 1-1 |     |     | 1-1 | 3-2 |     |     |     | 1-3 |     |
| CF Atlante                                                 |     |      | 2-2  |     | 3-3 | 1-1 |     |     |     | 0-1 | 2-1 |     |     | 1-0 | 2-1 | 3-1 |     | 2-0 |
| CF Atlas                                                   | 1-1 |      |      | 5-0 |     | 2-4 | 0-1 | 0-0 | 2-1 |     |     | 2-0 | 2-1 | 0-1 |     |     |     |     |
| Jaguares de Chiapas                                        |     | 1-1  |      |     | 2-1 |     |     |     |     | 4-0 | 2-1 |     |     |     | 0-0 | 1-3 | 1-3 | 0-3 |
| Indios de Ciudad Juárez                                    | 0-0 |      | 2-4  |     |     | 1-0 |     |     |     | 2-3 | 2-1 | 1-0 |     | 2-3 | 1-1 | 0-1 |     |     |
| CD Cruz Azul                                               |     |      |      | 4-1 |     |     | 2-2 | 3-2 | 0-2 | 2-1 | 1-2 |     | 1-1 |     | 1-1 | 2-0 |     |     |
| Chivas de Guadalajara                                      |     | 1-0  |      | 1-0 | 2-0 |     |     | 1-1 | 1-1 |     |     |     | 3-5 |     |     |     | 2-2 | 1-1 |
| CF Monterrey                                               |     | 2-1  |      | 1-2 | 2-0 |     |     |     | 0-4 |     |     |     | 2-0 |     |     | 2-4 | 1-4 | 1-0 |
| CA Monarcas Morelia                                        |     | 0-0  |      | 5-2 | 0-1 |     |     |     |     | 3-1 |     |     |     |     | 3-2 | 2-2 | 1-2 | 1-0 |
| Club Necaxa                                                | 2-0 |      | 0-1  |     |     |     | 2-2 | 0-1 |     |     | 1-1 | 0-0 |     | 1-1 | 1-1 |     |     |     |
| CF Pachuca                                                 | 1-1 |      | 1-1  |     |     |     | 5-2 | 2-1 | 1-1 |     |     | 2-0 | 2-0 | 2-3 |     |     |     |     |
| CF Puebla                                                  |     | 0-2  |      | 1-1 |     | 2-2 | 2-1 | 2-2 | 2-0 |     |     |     | 0-0 |     |     |     | 0-0 | 0-0 |
| Santos Laguna                                              |     | 0-0  |      | 1-0 | 3-0 |     |     |     | 1-0 | 1-1 |     |     |     |     |     | 2-0 | 1-1 | 1-1 |
| San Luis FC                                                | 1-2 |      |      | 2-0 |     | 2-1 | 0-0 | 2-0 | 2-2 |     |     | 1-1 | 2-2 |     |     |     | 1-0 |     |
| Club Toluca                                                | 2-1 |      | 4-0  |     |     |     | 0-1 | 0-0 |     |     | 3-0 | 3-1 | 2-1 | 1-0 |     |     |     |     |
| UAG Tecos                                                  | 1-3 |      | 3-1  |     |     |     | 1-0 |     |     | 2-2 | 2-2 | 3-0 |     | 5-2 | 2-2 |     |     |     |
| Tigres UANL                                                |     | 1-0  | 3-0  |     | 0-1 | 1-3 |     |     |     | 1-1 | 0-0 |     |     |     | 0-1 | 1-0 |     | 0-2 |
| Pumas UNAM                                                 | 1-1 |      | 3-0  |     | 1-1 | 0-2 |     |     |     | 2-0 | 3-1 |     |     | 0-1 | 2-1 | 3-0 |     |     |
| - Victoire à domicile - Match nul - Victoire à l'extérieur |     |      |      |     |     |     |     |     |     |     |     |     |     |     |     |     |     |     |

#### Classements qualificatifs
La qualification pour la "Liguilla" se fait au travers des groupes régionaux. Les deux premiers de chaque groupe sont qualifés directement. Les deux meilleures équipes tous groupes confondus qui ne sont pas déjà qualifiées complètent le tableau.
| Rang | Club                        | Pts | J  | Diff |
| 1    | CF Atlante                  | 27  | 17 | +6   |
| 2    | Santos Laguna (T)           | 22  | 17 | +2   |
| 3    | CF Pachuca                  | 21  | 17 | +0   |
| 4    | CF Monterrey                | 19  | 17 | -8   |
| 5    | Indios de Ciudad Juárez (P) | 19  | 17 | -8   |
| 6    | CF Puebla                   | 15  | 17 | -9   |

| Rang | Club                  | Pts | J  | Diff |
| 1    | Pumas UNAM            | 26  | 17 | +9   |
| 2    | CD Cruz Azul          | 26  | 17 | +6   |
| 3    | UAG Tecos             | 25  | 17 | +2   |
| 4    | Chivas de Guadalajara | 25  | 17 | +0   |
| 5    | CA Monarcas Morelia   | 24  | 17 | +7   |
| 6    | Club América          | 21  | 17 | -1   |

| Rang | Club                | Pts | J  | Diff |
| 1    | San Luis FC         | 29  | 17 | +4   |
| 2    | Club Toluca         | 27  | 17 | +9   |
| 3    | Tigres UANL         | 26  | 17 | +6   |
| 4    | CF Atlas            | 22  | 17 | -4   |
| 5    | Jaguares de Chiapas | 18  | 17 | -14  |
| 6    | Club Necaxa         | 15  | 17 | -7   |

#### Classement cumulé 2008
| Rang | Équipe                | Pts | J  | G  | N  | P  | Bp | Bc | Diff |
| ---- | --------------------- | --- | -- | -- | -- | -- | -- | -- | ---- |
| 1    | San Luis FC           | 59  | 34 | 16 | 11 | 7  | 49 | 43 | +6   |
| 2    | Chivas de Guadalajara | 58  | 34 | 15 | 13 | 6  | 55 | 37 | +18  |
| 3    | CD Cruz Azul          | 57  | 34 | 16 | 9  | 9  | 56 | 40 | +16  |
| 4    | Club Toluca           | 54  | 34 | 14 | 12 | 8  | 48 | 35 | +13  |
| 5    | Santos Laguna         | 53  | 34 | 13 | 14 | 7  | 58 | 39 | +19  |
| 6    | Pumas UNAM            | 46  | 34 | 12 | 10 | 12 | 43 | 39 | +4   |
| 7    | Tigres UANL           | 45  | 34 | 12 | 9  | 13 | 41 | 44 | -3   |
| 8    | CF Atlas              | 45  | 34 | 12 | 9  | 13 | 44 | 51 | -7   |
| 9    | CF Atlante            | 44  | 34 | 10 | 14 | 10 | 46 | 46 | 0    |
| 10   | Jaguares de Chiapas   | 44  | 34 | 12 | 8  | 14 | 43 | 53 | -10  |
| …    |                       |     |    |    |    |    |    |    |      |

| Légende : Qualifications et relégations | Légende : Qualifications et relégations |
| --------------------------------------- | --------------------------------------- |
|                                         | SuperLiga 2009                          |

### La "Liguilla"
Les huit équipes qualifiées sont réparties dans le tableau final d'après leur classement général, le premier affrontant le huitième et ainsi de suite, la même opération est effectuée une fois que l'on connait les quatre demi-finalistes pour le tirage de ce deuxième tour. L'équipe la moins bien classée accueille lors du match aller et la meilleure lors du match retour.
En cas d'égalité lors des deux premiers tours, c'est l'équipe la mieux classée qui se qualifie. Par contre lors de la finale, si les deux équipes sont à égalité sur la somme des deux matchs des prolongations puis une séance de tirs au but ont lieu.

#### Tableau
|  |               |               |               |               |               |      |     |            |            |            |            |             |     |   |        |        |        |        |        |  |  |
|  | 1/4 de finale | 1/4 de finale | 1/4 de finale | 1/4 de finale | 1/4 de finale |      |     | 1/2 finale | 1/2 finale | 1/2 finale | 1/2 finale | 1/2 finale  |     |   | Finale | Finale | Finale | Finale | Finale |  |  |
|  |               |               |               |               |               |      |     |            |            |            |            |             |     |   |        |        |        |        |        |  |  |
|  |               |               |               |               |               |      |     |            |            |            |            |             |     |   |        |        |        |        |        |  |  |
|  | Club Toluca   | (2)           | 0             | 2             |               |      |     |            |            |            |            |             |     |   |        |        |        |        |        |  |  |
|  | Club Toluca   | (2)           | 0             | 2             |               |      |     |            |            |            |            |             |     |   |        |        |        |        |        |  |  |
|  | UAG Tecos     | (7)           | 0             | 0             |               |      |     |            |            |            |            |             |     |   |        |        |        |        |        |  |  |
|  | UAG Tecos     | (7)           | 0             | 0             | Club Toluca   | (2)  | 0   | 2          |            |            |            |             |     |   |        |        |        |        |        |  |  |
|  |               |               |               |               |               | (2)  | 0   | 2          |            |            |            |             |     |   |        |        |        |        |        |  |  |
|  |               |               | Santos Laguna | (10)          | 0             | 1    |     |            |            |            |            |             |     |   |        |        |        |        |        |  |  |
|  | San Luis FC   | (1)           | Santos Laguna | (10)          | 0             | 1    | 1   | 1          |            |            |            |             |     |   |        |        |        |        |        |  |  |
|  | San Luis FC   | (1)           |               |               |               |      |     |            |            |            |            |             |     |   |        |        |        |        |        |  |  |
|  | Santos Laguna | (10)          | 3             | 2             |               |      |     |            |            |            |            |             |     |   |        |        |        |        |        |  |  |
|  | Santos Laguna | (10)          | 3             | 2             |               |      |     |            |            |            |            | Club Toluca | (2) | 2 | 0      | 0(7)   |        |        |        |  |  |
|  |               |               |               |               |               |      |     |            |            |            |            | Club Toluca | (2) | 2 | 0      | 0(7)   |        |        |        |  |  |
|  |               | CD Cruz Azul  | (5)           | 0             | 2             | 0(6) |     |            |            |            |            |             |     |   |        |        |        |        |        |  |  |
|  | CF Atlante    | CD Cruz Azul  | (5)           | 0             | 2             | 0(6) | (3) |            |            |            |            |             |     |   |        |        |        |        |        |  |  |
|  | CF Atlante    |               |               |               |               |      | (3) |            |            |            |            |             |     |   |        |        |        |        |        |  |  |
|  | Tigres UANL   | (6)           |               |               |               |      |     |            |            |            |            |             |     |   |        |        |        |        |        |  |  |
|  | Tigres UANL   | (6)           | CF Atlante    | (3)           | 1             | 1    |     |            |            |            |            |             |     |   |        |        |        |        |        |  |  |
|  |               |               |               |               |               | 1    |     |            |            |            |            |             |     |   |        |        |        |        |        |  |  |
|  |               |               | CD Cruz Azul  | (5)           | 3             | 1    |     |            |            |            |            |             |     |   |        |        |        |        |        |  |  |
|  | Pumas UNAM    | (4)           | CD Cruz Azul  | (5)           | 3             | 1    | 0   | 1          |            |            |            |             |     |   |        |        |        |        |        |  |  |
|  | Pumas UNAM    | (4)           |               |               |               |      | 0   | 1          |            |            |            |             |     |   |        |        |        |        |        |  |  |
|  | CD Cruz Azul  | (5)           | 0             | 3             |               |      |     |            |            |            |            |             |     |   |        |        |        |        |        |  |  |
|  | CD Cruz Azul  | (5)           | 0             | 3             |               |      |     |            |            |            |            |             |     |   |        |        |        |        |        |  |  |

#### Quarts de finale
| Club        | Aller | Retour | Club          | Commentaire |
| San Luis FC | 1-3   | 1-2    | Santos Laguna |             |
| Club Toluca | 0-0   | 2-0    | UAG Tecos     |             |
| Pumas UNAM  | 0-0   | 1-3    | CD Cruz Azul  |             |
| CF Atlante  | 1-1   | 1-1    | Tigres UANL   |             |

#### Demi-finales
| Club        | Aller | Retour | Club          | Commentaire |
| Club Toluca | 0-0   | 2-1    | Santos Laguna |             |
| CF Atlante  | 1-3   | 1-1    | CD Cruz Azul  |             |

#### Finale
| Match aller | CD Cruz Azul | 0:2   | Club Toluca                                  | Stade Azul                          |                                     |
| 11 décembre |              | (0:2) | Paulo da Silva 14e · Sergio Amaury Ponce 21e | Arbitrage : Paúl Enrique Delgadillo | Arbitrage : Paúl Enrique Delgadillo |
| 11 décembre | Rapport      |       |                                              | Arbitrage : Paúl Enrique Delgadillo | Arbitrage : Paúl Enrique Delgadillo |

| Match retour | Club Toluca | 0:2             | CD Cruz Azul | Stade Nemesio Díez                              |                                                 |
| 14 décembre  | | (0:0)           | Alejandro Vela 49e · Julio Dominguez 77e                                                                               | Spectateurs : 23 000 Arbitrage : Roberto García | Spectateurs : 23 000 Arbitrage : Roberto García |
| 14 décembre  | Rapport |                 | | Spectateurs : 23 000 Arbitrage : Roberto García | Spectateurs : 23 000 Arbitrage : Roberto García |
| 14 décembre  | Israel López · Antonio Naelson · Diego de la Torre · Carlos Esquivel · Héctor Mancilla · Edgar Dueñas · Miguel Almazán | Tirs au but 7:6 | Jaime Lozano · Miguel Sabah · Gerardo Torrado · Joaquín Beltrán · Pablo Zeballos · Edgar Gerardo Lugo · Alejandro Vela | Spectateurs : 23 000 Arbitrage : Roberto García | Spectateurs : 23 000 Arbitrage : Roberto García |

## Bilan du tournoi
| Tableau d'Honneur     |             |
| Compétition           | Vainqueur   |
| Tournoi Apertura 2008 | Club Toluca |

| Qualifications continentales 2009-2010 | |
| Ligue des champions                    | Qualifiés |
| Phase de groupes                       | Club Toluca                                                                                                  |
| Tour préliminaire                      | CD Cruz Azul                                                                                                 |
| Copa Libertadores                      | Qualifiés |
| Deuxième tour                          | San Luis FC                                                                                                  |
| InterLiga (en)                         | Qualifiés |
| Phase de groupe (en)                   | Club Toluca Tigres UANL UAG Tecos Chivas de Guadalajara CA Monarcas Morelia CF Atlas CF Pachuca Club América |

## Buteurs
| Rang | Nom               | Équipe              | Buts |
| 1    | Hector Mancilla   | Club Toluca         | 13   |
| 2    | Andrés Mendoza    | CA Monarcas Morelia | 10   |
| 3    | Adolfo Bautista   | Jaguares de Chiapas | 9    |
| 3    | Hugo Rodallega    | Club Necaxa         | 9    |
| 5    | Lucas Lobos       | Tigres UANL         | 8    |
| 5    | Víctor Piríz      | San Luis FC         | 8    |
| 7    | Christian Benítez | Santos Laguna       | 7    |
| 7    | Ariel Bogado      | CF Atlas            | 7    |
| 7    | Christian Giménez | CF Pachuca          | 7    |
| 7    | Pablo Zeballos    | CD Cruz Azul        | 7    |